# Arquitectura ecléctica en Melilla
La Arquitectura ecléctica en Melilla es una corriente de la arquitectura ecléctica que se da en la ciudad española a partir del siglo XIX, pero especialmente durante el siglo XX. Sus edificios forman parte del Conjunto Histórico Artístico de la Ciudad de Melilla, un Bien de Interés Cultural, y se encuentran repartidos por el Ensanche central y por sus barrios.

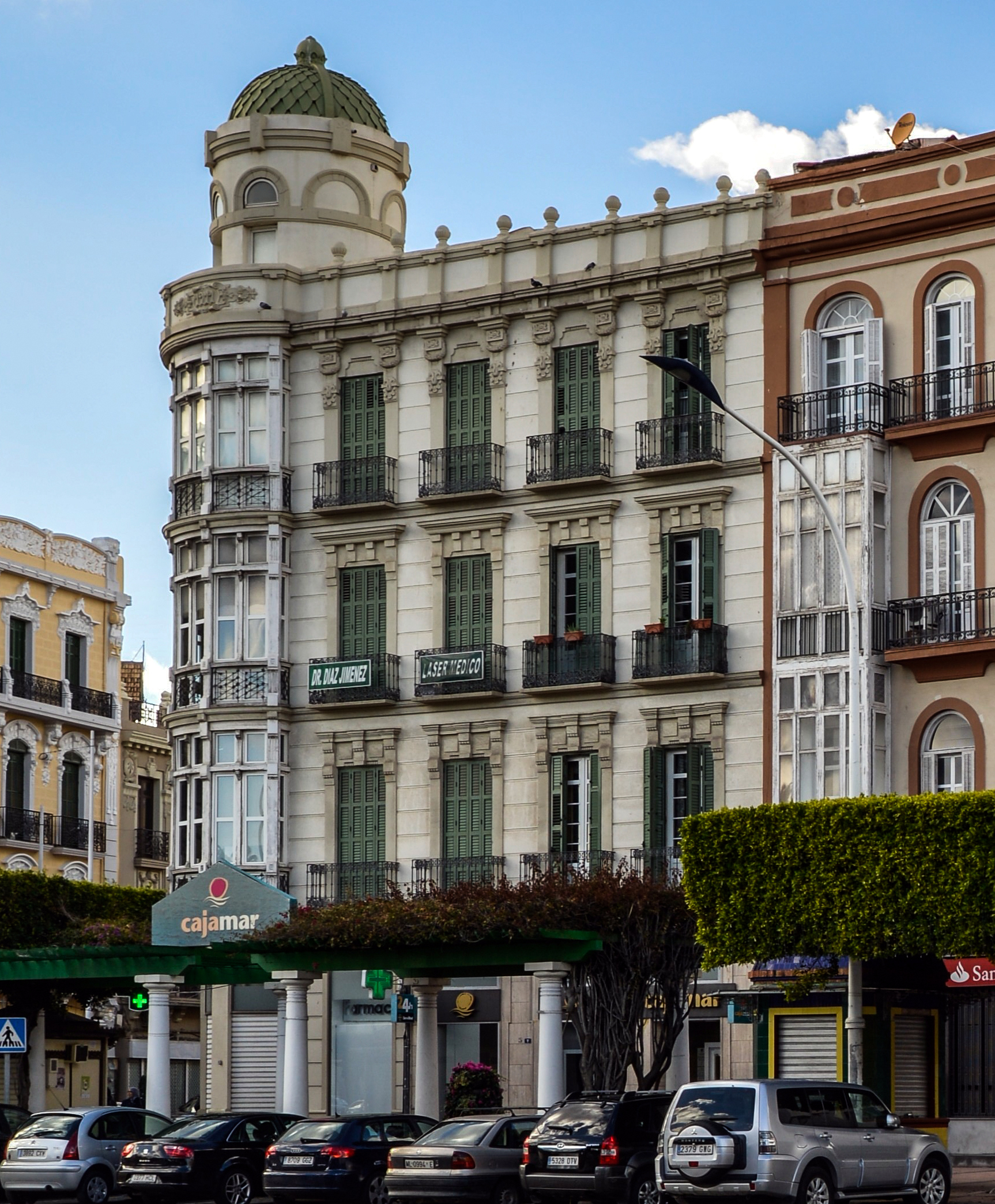
Edificio Metropol
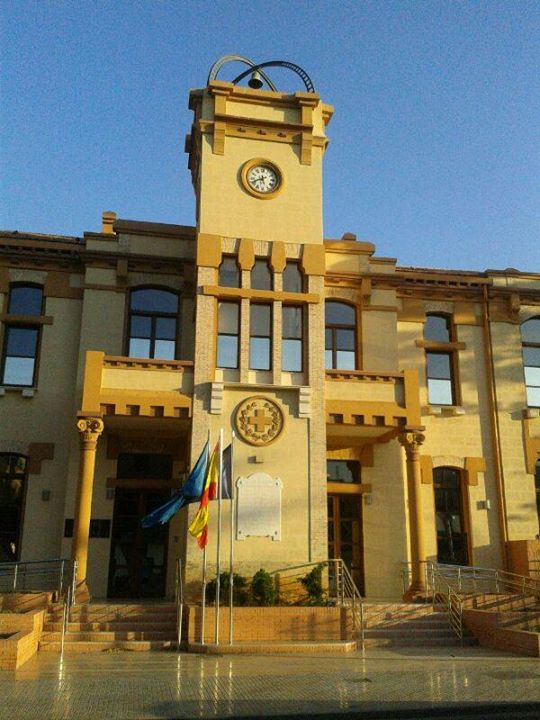
Grupo de Escuelas Mixtas Alfonso XIII
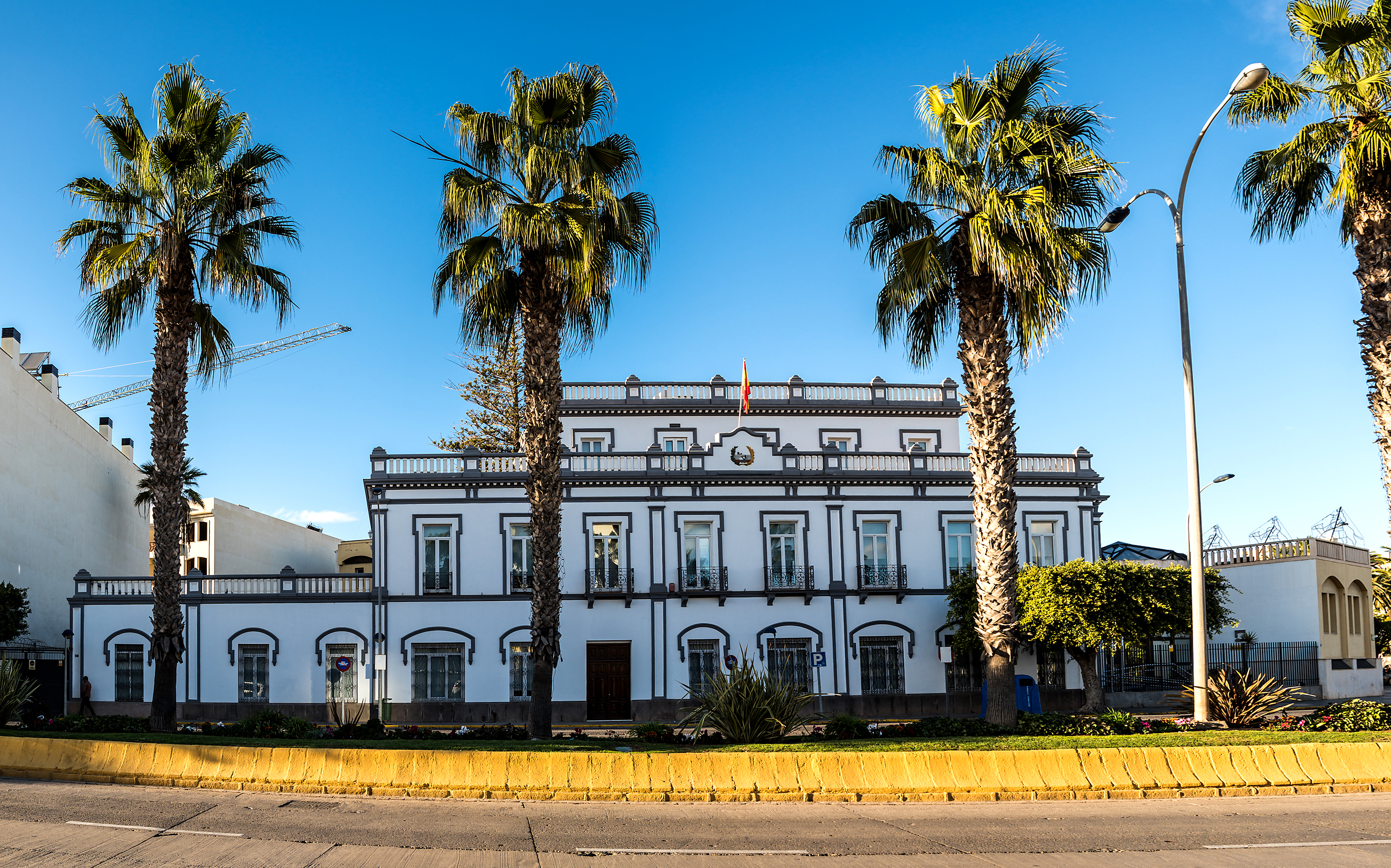
Edificio de la Autoridad Portuaria de Melilla
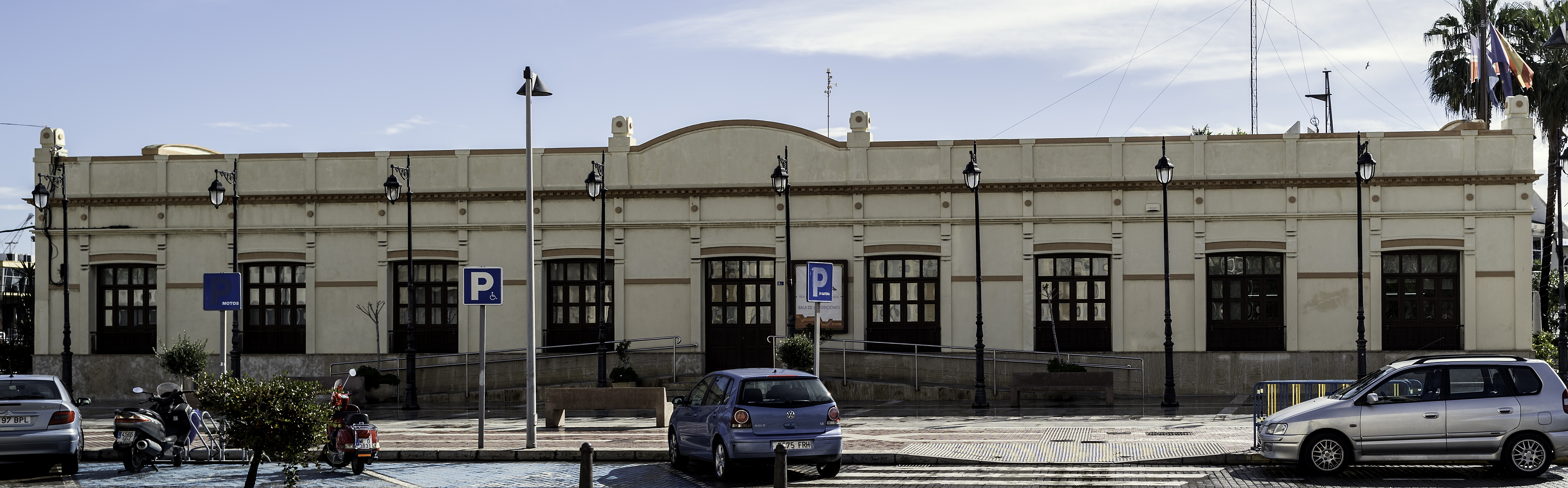
Antigua estación sanitaria del Puerto de Melilla
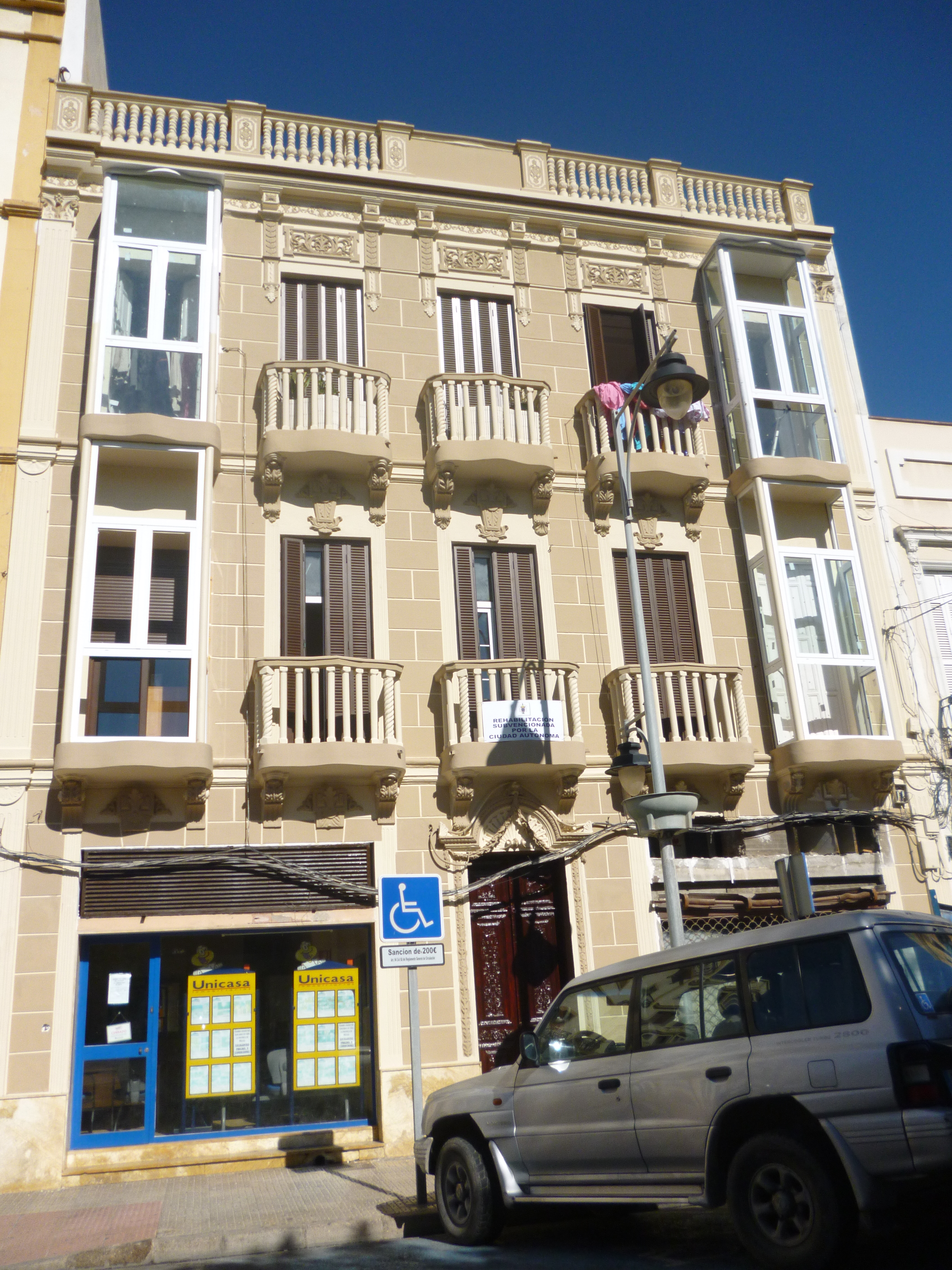
Casa de Carmen Balaca
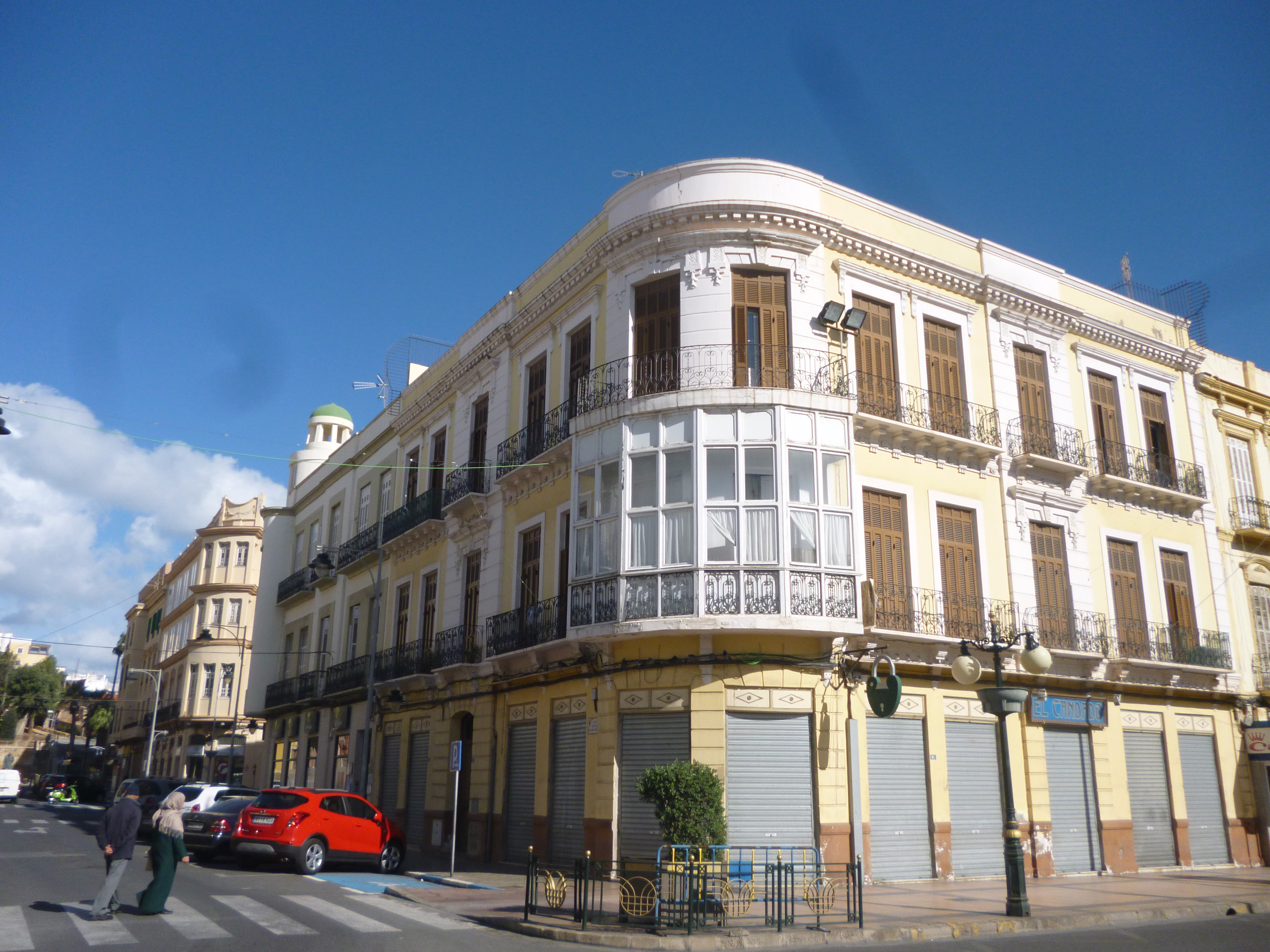
Sede de la Sociedad Civil La Constructora
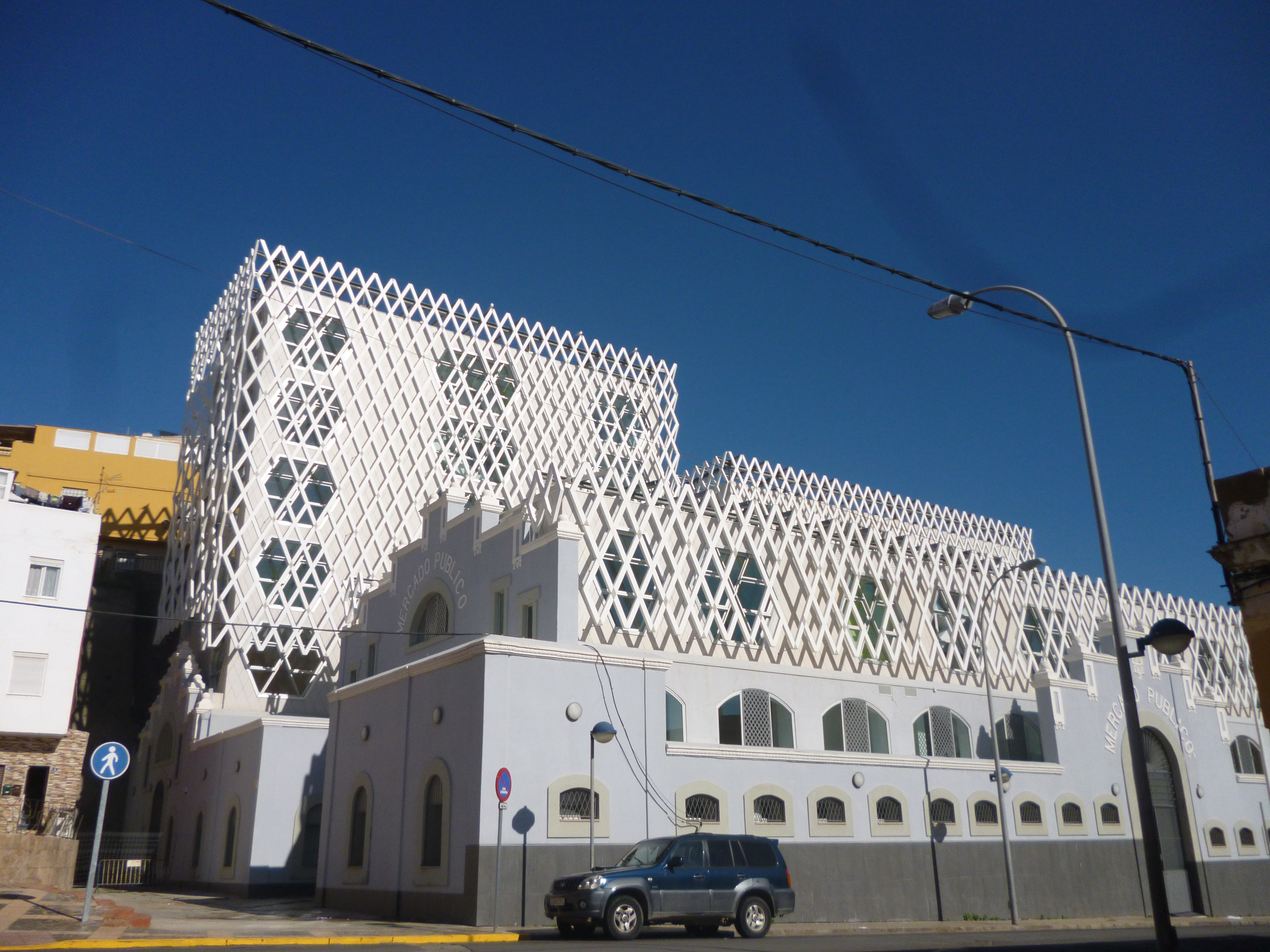
Mercado del Polígono
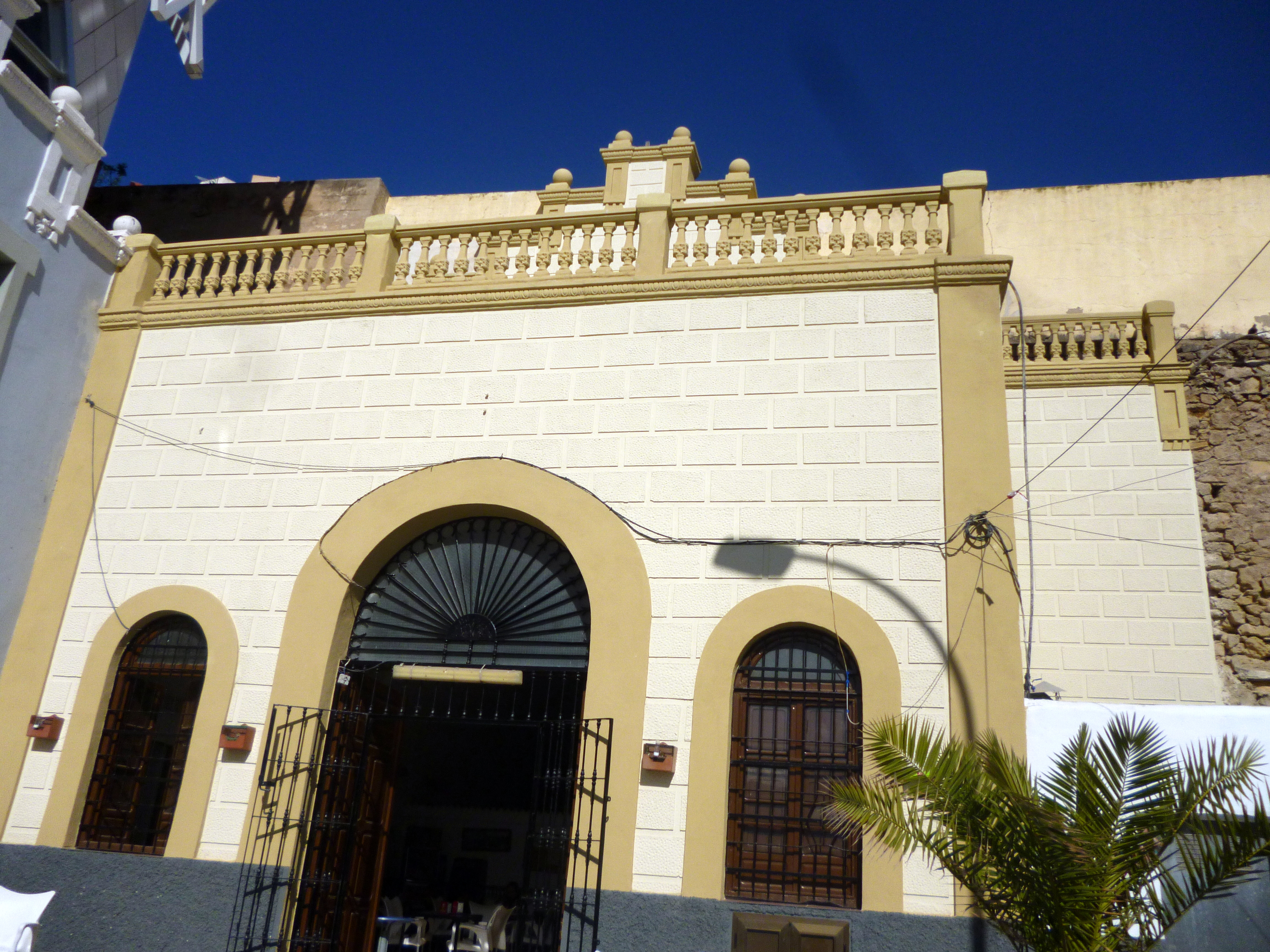
Mercado del Polígono

La eclecticista es otra basada en mezclar elementos, alternándolos e incrementando la ornamentación, con mayor riqueza de forja y aparición de cornisas voladas, destacando Droctoveo Castañón, Casa de Carmen Balaca y Sede de la Compañía del Norte Africano de y José de la Gándara, el Grupo Escuelas Mixtas, actual sede de la consejería de Economía y Hacienda de la Ciudad Autónoma de Melilla, el Edificio Metropol, el Edificio de la Autoridad Portuaria de Melilla, el Mercado del Polígono y la Sede de la Sociedad Civil La Constructora.